# 前田重煕
前田 重煕（まえだ しげひろ）は、加賀藩の第7代藩主。加賀前田家8代。第5代藩主・前田吉徳の次男。母は側室の民（鏑木氏・心鏡院）。幼名は亀次郎、初名は利安（としやす）。婚約者に高松藩主・松平頼恭の娘・長姫。吉徳の息子で藩主についた5人（宗辰、重煕、重靖、重教、治脩）のうち2番目の藩主である。

## 来歴
享保14年（1729年）、江戸で生まれる。寛保3年（1743年）1月27日、松平の名字を与えられ、松平亀次郎と称す。延享3年（1746年）、異母兄・宗辰が早世したために跡を継ぐ。のちに将軍・徳川家重より偏諱を授かって利安から重煕に改名する。官位は正四位下、加賀守、左近衛権中将。
その頃、加賀藩では重煕の父・吉徳の時代に厚い信任を受けて藩政改革を行なった大槻伝蔵が、吉徳の死で後ろ盾を失って失脚し、五箇山に流罪に処されていたが、この大槻の存在から加賀騒動が延享5年（1748年）に発生した。先代の宗辰の生母である浄珠院は重煕の養育係を務めていたが、浄珠院の毒殺未遂事件が起こる。この事件は、吉徳の側室真如院の指示によるものとされた。さらに調査するうちに、真如院が大槻と不義密通していたという疑惑に発展した。大槻は寛延元年（1748年）9月12日に配所にて自害した。いわゆる加賀騒動における事の真偽は定かではないが、この事件により加賀藩では混乱が続く。
宝暦3年（1753年）、重煕は25歳で死去する。跡は異母弟の重靖が継いだ。

## 系譜
- 父：前田吉徳（1690年 - 1745年）
- 母：民、心鏡院 - 鏑木氏
- 養父：前田宗辰（1725年 - 1746年）
- 婚約者：長姫 - 松平頼恭の娘
- 養子
  - 男子：前田重靖（1735年 - 1753年） - 実弟